# 1903 Adzhimushkaj
1903 Adzhimushkaj eller 1972 JL är en asteroid i huvudbältet som upptäcktes den 9 maj 1972 av den ryska astronomen Tamara Smirnova vid Krims astrofysiska observatorium på Krim. Den har fått sitt namn efter Adzhimushkaj.
Asteroiden har en diameter på ungefär 27 kilometer och den tillhör asteroidgruppen Eos.